# Obrium balteatum
Obrium balteatum es una especie de escarabajo longicornio del género Obrium, categorizada en la tribu Obriini, de la subfamilia Cerambycinae. Fue descrita por Hovore & Chemsak en 1980.

## Descripción
Mide 5-6 mm de longitud.

## Distribución
Se distribuye por México.